# 腹股沟韧带
腹股沟韧带 （Poupart韧带）是从耻骨结节到髂前上棘之间的韧带，由腹外斜肌腱膜增厚卷曲形成。

## 结构
腹股沟韧带从髂骨的髂前上棘到耻骨的耻骨结节，由腹外斜肌腱膜增厚卷曲形成，并延伸为大腿的阔筋膜。
通过腹股沟韧带深层的解剖结构包括：
- 腰大肌、髂肌、耻骨
- 股神经、股动脉、股静脉
- 股外侧皮神经
- 淋巴管

## 功能
腹股沟韧带是躯干到下肢的分界线，界定了股三角的上缘及腹股沟三角的下缘。
腹股沟韧带中点，即髂前上棘到耻骨结节的中点，为股神经的体表投影处。而髂前上棘到耻骨联合的中点，为股动脉的体表投影处。

## 历史
腹股沟韧带也被称为Poupart韧带，因为弗朗索瓦·普帕特（François Poupart）最早描述了疝修补术与它的相关性，称它为"腹部的吊带" (法语: "le suspenseur de l'abdomen")。 它有时也被称为Fallopian韧带。注意Colles韧带是反转韧带而非腹股沟韧带。

## 图片

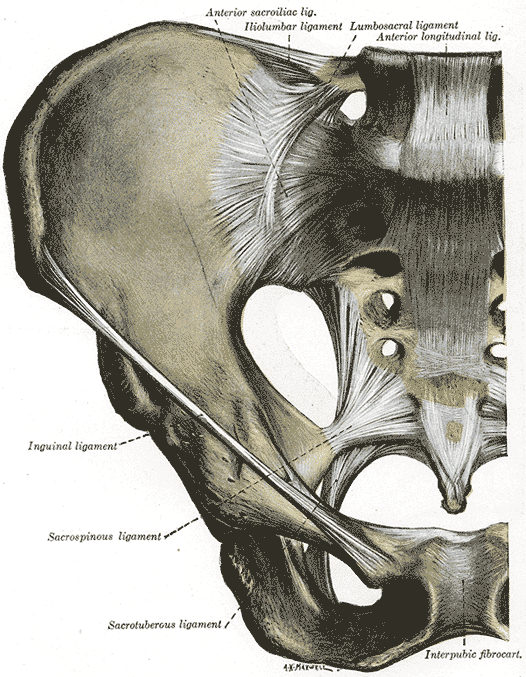
骨盆，前面观
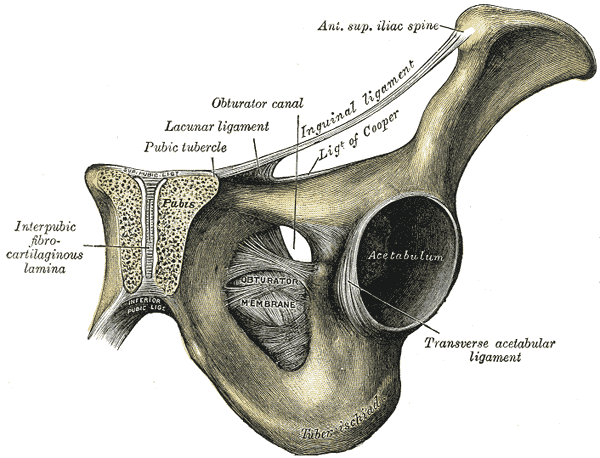
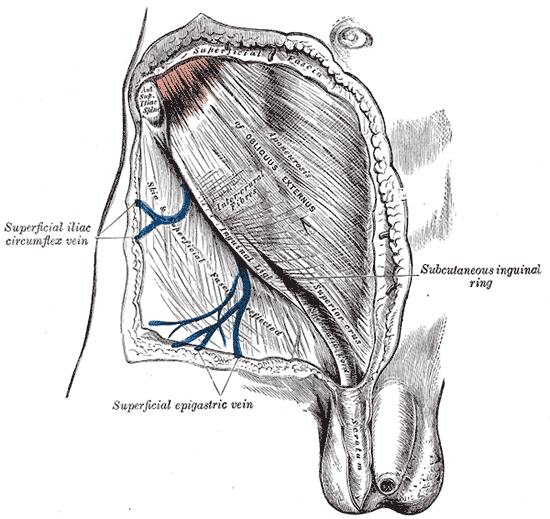
腹股沟外环（浅环、皮下环）
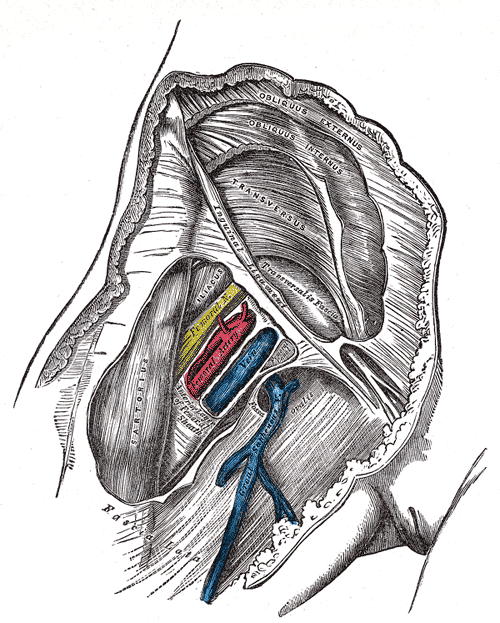
打开的股鞘，内含股神经、股动脉、股静脉

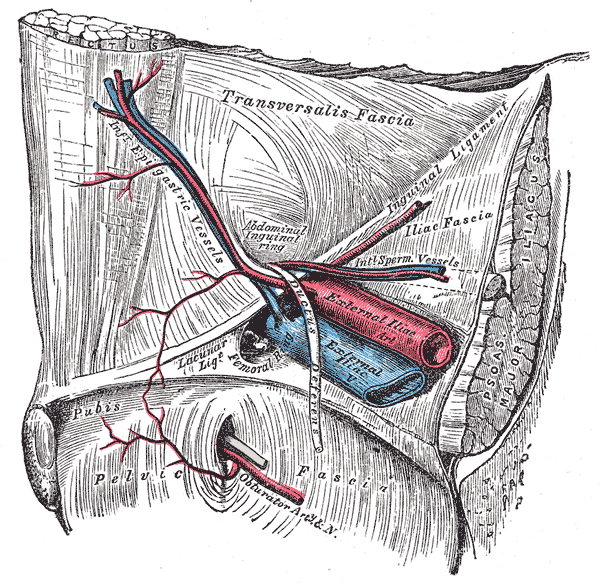
腹股沟韧带后面观，可见髂外动脉、髂外静脉及腹壁下动脉、静脉、输精管
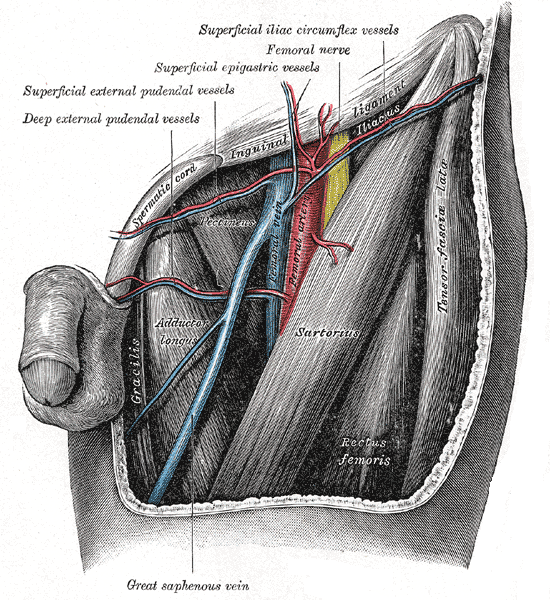
左侧腹股沟三角
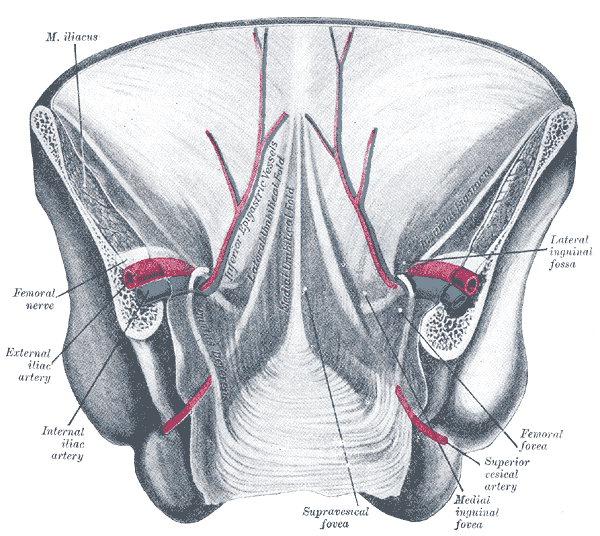
腹壁后面观
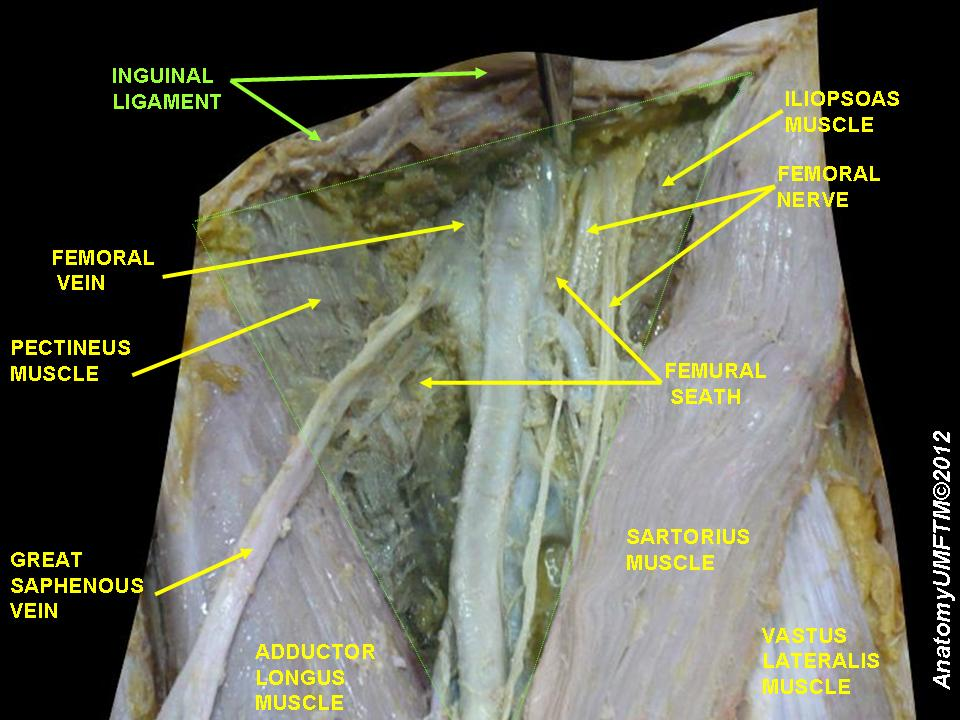
最上方为腹股沟韧带
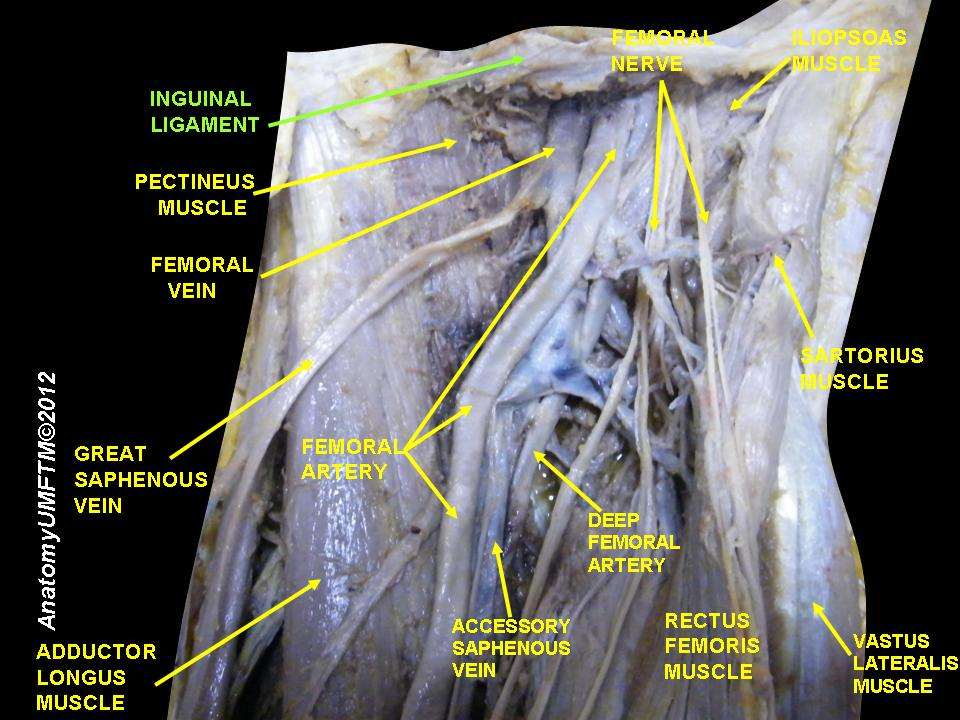
最上方为腹股沟韧带